# Apelo à natureza
Um apelo à natureza é um argumento ou uma tática retórica na qual se propõe que "uma coisa é boa porque é 'natural' ou ruim porque é 'antinatural'". Pode ser um argumento ruim, porque a premissa principal implícita (não declarada) "O que é natural é bom" é tipicamente irrelevante, não tendo nenhum significado convincente na prática, ou é uma opinião em vez de um fato. Em algumas estruturas filosóficas em que natural e bom são claramente definidos em um contexto específico, o apelo à natureza pode ser válido e convincente.

## Formatos
Forma geral desse tipo de argumento:
Aquilo que é natural é bom.
N é natural.
Portanto, N é bom ou correto.
Aquilo que é antinatural é ruim ou errado.
A é antinatural.
Portanto, A é ruim ou errado.
Em alguns contextos, os significados de "natureza" e "natural" podem ser vagos, levando a associações não intencionais com outros conceitos. A palavra "natural" pode também ser um termo com conotações fortes, assim como a palavra "normal", em alguns contextos, e portanto pode carregar um julgamento de valor implícito. Um apelo à natureza seria, assim, uma falácia de petição de princípio, porque a conclusão é logicamente acarretada pela premissa.
Opiniões divergem quanto ao apelo à natureza num argumento racional. Às vezes, pode ser tomado como uma regra geral que admite algumas exceções, mas, que, no entanto, demonstra ser útil em um ou mais tópicos específicos (ou em geral). Como regra geral, fatos naturais ou não naturais fornecem, de modo presumivelmente confiável, valores bons ou ruins, exceto evidências em contrário. A falha em considerar tal evidência comete uma falácia do acidente sob esta visão.
O cético Julian Baggini argumenta: "Mesmo que pudéssemos concordar que algumas coisas são naturais e outras não, o que se segue disso? A resposta é: nada. Não há razão factual para supor que o que é natural é bom (ou ao menos, melhor) e o que não é natural é ruim (ou pelo menos, pior)."

## História
O significado e importância de vários entendimentos e conceitos de "natureza" tem sido um tópico persistente de discussão histórica tanto na ciência quanto na filosofia. Na Grécia Antiga, "as leis da natureza eram consideradas não [simplesmente] como descrições generalizadas do que realmente acontece no mundo natural... mas como normas que as pessoas deveriam seguir... Assim, o apelo à natureza tendia a significar um apelo à natureza humana tratada como uma fonte de normas de conduta. Para os gregos, isso... representava uma exploração e sondagem consciente numa área em que, de acordo com toda a sua tradição de pensamento, estabelece a verdadeira fonte de normas de conduta".
Nos tempos modernos, os filósofos têm desafiado a noção de que o status dos seres humanos como seres naturais deve determinar ou ditar seu ser normativo. Por exemplo, Rousseau notoriamente sugeriu que "não sabemos o que nossa natureza nos permite ser". Mais recentemente, Nikolas Kompridis aplicou o axioma de Rousseau aos debates sobre intervenção genética (ou outros tipos de intervenção) nas bases biológicas da vida humana, escrevendo:
Existe um domínio da liberdade humana que não é ditado pela nossa natureza biológica, mas isso é de certo modo inquietante porque deixa desconfortavelmente amplo que tipo de seres os seres humanos poderiam se tornar... Dito de outra forma: O que estamos preparados para permitir que nossa natureza seja? E com base em quê devemos dar a nossa permissão?
Kompridis escreve que a visão naturalista dos seres vivos, articulada por um cientista como a de "máquinas cujos componentes são bioquímicos" (Rodney Brooks), ameaça tornar apenas uma compreensão normativa do ser humano como a única compreensão possível. Ele escreve: "Quando nos consideramos como 'máquinas cujos componentes são bioquímicos', não apenas presumimos saber o que nossa natureza nos permite ser, mas também que esse conhecimento nos permite responder à pergunta sobre o que nos tornaremos... Esta não é uma pergunta que devíamos responder, mas sim uma pergunta à qual devemos permanecer abertos."

## Exemplos
Alguns exemplos populares do apelo à natureza podem ser encontrados em rótulos e anúncios de alimentos, roupas e remédios fitoterápicos alternativos. Os rótulos podem usar a palavra "natural", para indicar que os produtos são ecologicamente corretos e seguros. No entanto, se um produto é ou não "natural" é irrelevante, por si só, para determinar sua segurança ou eficácia. Alguns compostos encontrados na natureza são, por exemplo, venenos poderosos.
Também é prática comum que a medicina seja usada como um apelo à natureza ao afirmar que a medicina não é natural e, portanto, não deve ser usada. Isso se estende a práticas como a vacinação.